# Museo Civico Ala Ponzone
Le Museo Civico Ala Ponzone est un des musées de la ville de Crémone en Lombardie (Italie) situé Via Ugolani Dati.

## Histoire
Installé depuis 1928 dans le palais Affaitati, le musée doit son nom au marquis Giuseppe Sigismondo Ala Ponzone, collectionneur émérite et entomologiste qui légua à sa ville natale ses collections artistiques constituées entre 1877 et 1888.

## Collections

### Pinacothèque
Parmi ses œuvres peintes figurent en particulier un Caravage (Saint François en méditation sur le crucifix) et un Arcimboldo (l'Ortolano).

Vues
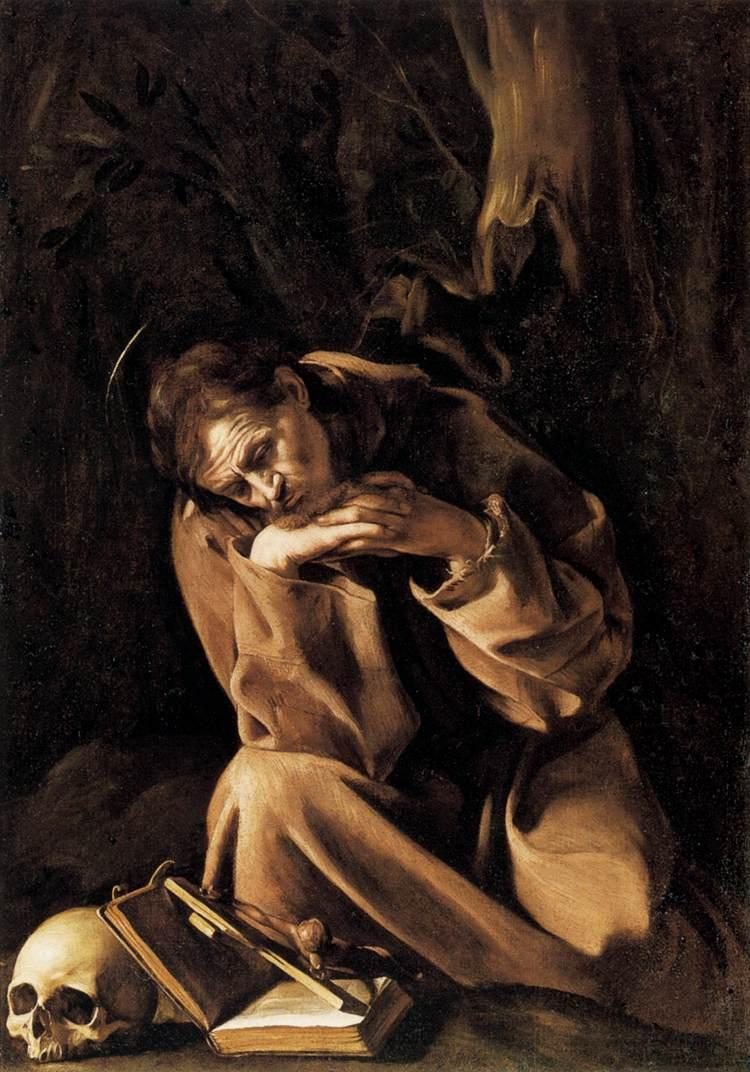
Tableau du Caravage.
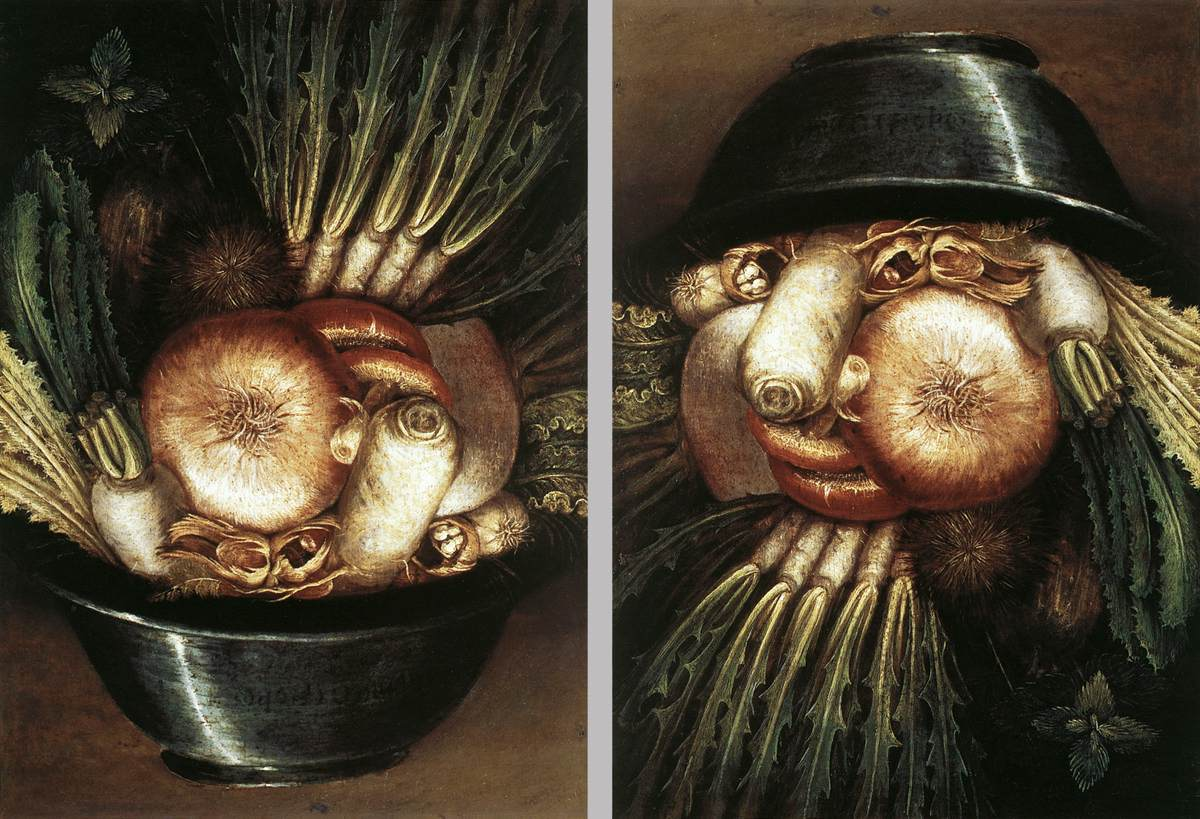
Arcimboldo (envers et endroit par jeu de miroir)

Salles
- Œuvres du Cinquecento de Bonifacio Bembo, de Boccaccio Boccaccino, d'Altobello Melone,  de  Bernardino Gatti, des peintres de la famille Campi (Giulio, Antonio, Bernardino, Vincenzo)
- Œuvres de Giovanni Carnovali dit il Piccio (1804-1873),
- Grands tableaux de l'ancienne église San Domenico (XVIIIe siècle), démolie en 1869-1870.

Figurent également les éléments du Gabinetto dei Disegni e delle Stampe.

### Objets décoratifs
- Salle de la porcelaine orientale

### Meubles ornés
- Armadio del Duomo di Cremona : armoire de rangement des codex enluminés de la sacristie du Duomo décorée de marqueterie de bois divers (1477), 2,66 × 7,74 m.
- Collection de panneaux de plafond en bois peint  (gothique tardif), œuvre de l'atelier de Bembo, provenant de la Casa Meli (29 de l'ensemble original).

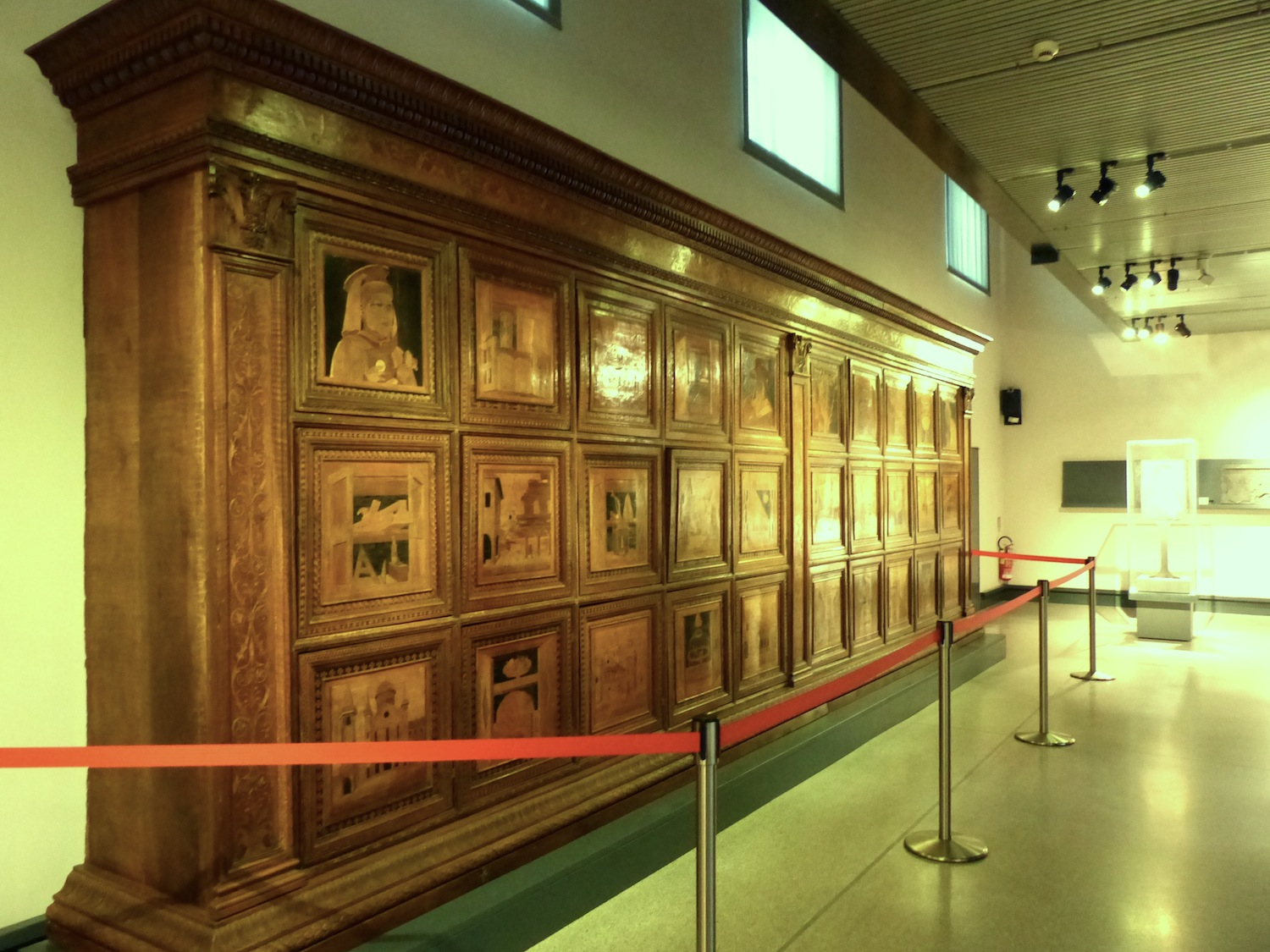
L'Armadio
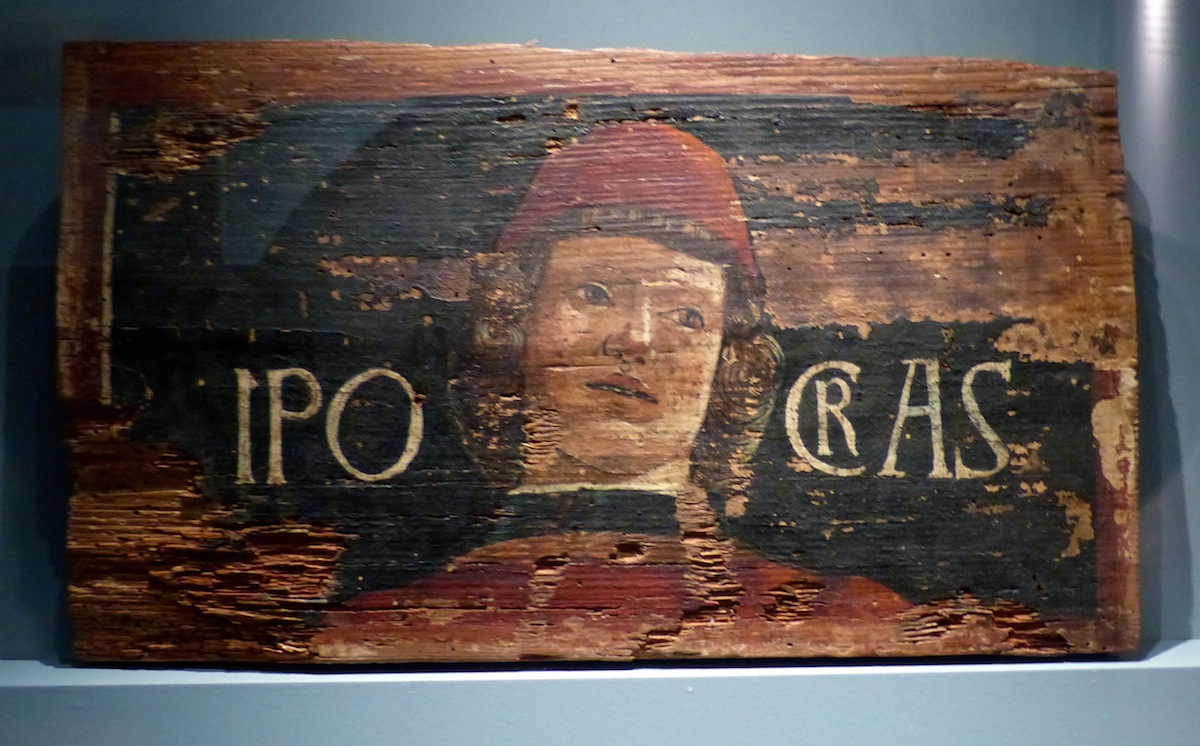
Panneau de plafond : Ipocras

### Instruments de musique
- Collection de guitares, de luths, de mandolines (les violons, auparavant dans les collections, ont été transférés dans un musée spécifique).

## Expositions temporaires
- Dec. 2013-2014 : Le stanze per la musica - Collezione storica di Carlo Alberto Carutti di strumenti a pizzico : liuti, chitarre, mandolini.